# Rauan Sarijew
Rauan Jerlanuly Sarijew (kasachisch Рауан Ерланұлы Сариев Rauan Erlanūly Sariev; * 22. Januar 1994 in Almaty) ist ein ehemaliger kasachischer Fußballspieler.

## Karriere
Sarijew begann seine Karriere in dem Jugendvereinen von Olé Brasil FC und Atlético Mineiro. Nach seiner Rückkehr nach Kasachstan im Jahr 2013 unterschrieb Sariyev einen Vertrag beim Erstligisten FK Qairat Almaty. Im darauffolgenden Jahr wechselte er zum Schetissu Taldyqorghan. Im Jahr 2015 folgte ein Wechsel zu Ordabassy Schymkent. Anschließend spielt Sarijew 2019 für das Reserveteam Schetissu II an. 2020 zog er sich aus seiner aktiven Karriere zurück.